# ابدأ بالأسباب (كتاب)
ابدأ بـ "لماذا": كيف يلهم القيادين العظماء الجميع لاتخاذ الاجراءات " هو كتاب من تأليف سيمون سينك.

## نظرة عامة
بدأ الكتاب بمقارنة طريقتين رئيسيتين للتأثير في السلوك البشري: التلاعب والإلهام. اتفق سينك أن الإلهام هو الأقوى والأكثراستمرار من الاثنين.

## الدائرة الذهبية

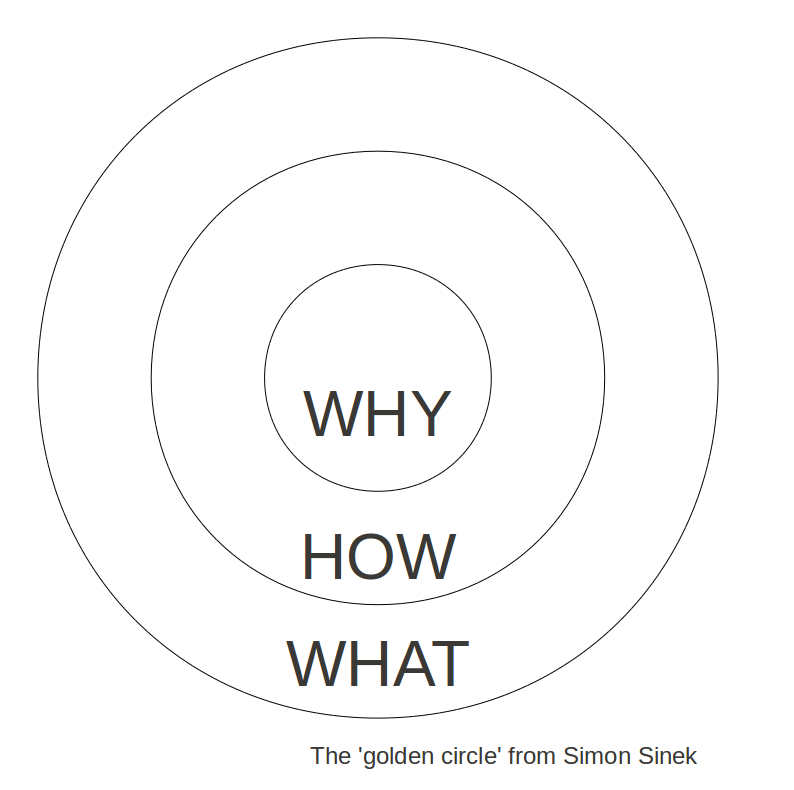
مخطط الدائرة الذهبية ، المعاد رسمه من البداية مع لماذا

يقول سينك إن الناس يستلهمون الإحساس بالهدف (أو «لماذا»)، وأن هذا يجب أن يأتي أولاً عند التواصل، قبل «كيف» و«ماذا». سمى سينك ذلك بثلاثية الدائرة الذهبية، رسم تخطيطي لمركز الهدف (أو الدوائر المرتكزة أو المخطط البصلي) مع«لماذا» في الدائرة الداخلية (التي تمثل دوافع الاخرين أو أهدافهم)، وتحيط بها حلقة مكتوب عليها «كيف» (تمثل عملياتالاخرين أو أساليبهم)، محاطة بحلقة بعنوان «ماذا» (تمثل النتائج أو الحصائل).  يتابع في التكهن حول العوامل البيولوجية الكامنة وراء هذه البنية، مثل النظام الحوفي.

## استقبال
توصل ليندسي ماكجريجور ونيل دوشي، المؤلفان المشاركان لكتاب مُستعد للأداء: كيفية بناء الثقافات ذات الاداء الاعلى منخلال علم التحفيز الكلي، إلى استنتاج مماثل: «لماذا نعمل على تحديد مدى نجاحنا في العمل.»
قال كين كروغ، في أحد المشاركات في مجلة فوربس، أن الامر أكثر اهمية، خاصة لمندوبي المبيعات، العثور على الشخص المناسب (الذي أطلق عليه كروغ «البدء بمن») قبل «البدء بالأسباب، حيث يبدأ مندوبوا المبيعات المتميزون دائمًا بمن ثم ينتقلون إلى لماذا وماذا وكيف. ثم في النهاية إلى متى وكم.

## المبيعات
وفقًا لتصنيف ان بي دي بوكسكان لمبيعات الكتب المطبوعة من منتصف يونيو 2016 إلى منتصف يونيو 2017، تم تصنيف ابدأ بالسبب (دون الإفصاح عن المنطقة الجغرافية) على أنه «كتاب القيادة الأكثر مبيعًا» لتلك الفترة، حيث تم بيع 171000 نسخة ورقية.